# Faith Brown
Faith Brown, geboren als Eunice Irene Carroll, (Liverpool, 28 mei 1944) is een Britse zangeres, actrice, comédienne en imitator.

## Carrière
Brown bezocht de St. Francis De Sales School in Liverpool. Ze was zangeres in een zanggroep met haar broers (The Carrolls) en daarna soliste, voordat ze haar talent als imitator ging gebruiken en overstapte op komische voorstellingen. Ze trad op als gast in Celebrity Squares, Blankety Blank, Punchlines, diverse andere amusementsprogramma's op televisie en het realityprogramma I'm a Celebrity...Get Me Out of Here! (2006). Ze figureerde in het imitator-sketchprogramma Who Do You Do? van ITV en was The Voice in het tv-programma Trapped. In 1982 was Brown de hoofdfiguur in This Is Your Life. In 1980 won ze een TV Times Award voor de grappigste vrouw op televisie.

## Theaterrollen
- 2001-2002: Sunset Boulevard (als Norma Desmond)
- 2007: Faith Brown: Up Front (als zichzelf, One Woman Show)
- 2009: The Best of British Variety Tour (als zichzelf)

- Biblioteca Nacional de España: XX4605532
- MusicBrainz: e679dee3-37cd-4f25-8bed-55dd57afe34d
- Virtual International Authority File: 169119800
- WorldCat: E39PBJd3McGMFjBwvBC7CrgVG3